# Cerodontha gorodkovi
Cerodontha gorodkovi är en tvåvingeart som beskrevs av Zlobin 1979. Cerodontha gorodkovi ingår i släktet Cerodontha och familjen minerarflugor. Inga underarter finns listade i Catalogue of Life.